# Угаров, Алексей Михайлович
Алексе́й Миха́йлович Уга́ров (бел. Аляксей Міхайлавіч Угараў; 2 января 1985, Нижнекамск, СССР) — белорусский хоккеист, сборной Белоруссии. Мастер спорта Республики Беларусь.

## Карьера

### Клубная карьера
Выпускник хоккейной школы нижнекамского «Нефтехимика». Начал карьеру в 2002 за его фарм-клуб в первой российской лиге. В 2003 подписал контракт с минской «Юностью», и в 2003—2004 выступал в высшей белорусской лиге за её фарм-клуб — «Юниор». В 2004—2005 выступал за основную команду в белорусской лиге. В 2005 подписал контракт с «Нефтехимиком» и сезоны 2005-2006, 2006-2007 и 2007-2008 провёл в чемпионате России. Перед образованием КХЛ подписал контракт с ХК МВД и провёл в нём сезоны 2008-2009 и 2009-2010. Летом 2010 ХК МВД объединился с московским «Динамо» в ОХК Динамо, и Алексей Угаров подписал контракт с клубом

### Карьера в сборной
В 2005 играл за молодёжную сборную Белоруссии и участвовал на молодёжном чемпионате мира 2005. С 2005 играет за основную сборную, участвовал на чемпионатах мира 2005, 2006, 2007, 2008, 2009, 2010, 2011, 2012 и 2013, а также на Олимпиаде 2010. За сборную Белоруссии сыграл 42 матча и набрал 18 очков.

## Статистика
| Легенда | Легенда                    | Легенда | Легенда                   | Легенда | Легенда    |
| ------- | -------------------------- | ------- | ------------------------- | ------- | ---------- |
| И       | Количество проведённых игр | Штр     | Штрафное время            | +/−     | Плюс-минус |
| Г       | Голы                       | П       | Голевые передачи          | О       | Очки       |
| -       | Статистика неизвестна      | —       | Статистика не учитывалась |         |            |

### Клубная карьера
- a В этом сезоне в «Плей-офф» учитывается статистика игрока в Кубке Надежды.

## Достижения
- 2004, 2006 — чемпион Белоруссии.
- 2005 — чемпион и обладатель кубка Белоруссии.
- 2010 — финалист Кубка Гагарина.
- 2010 — лучший снайпер Кубка Гагарина[2].